# Caça de ataque

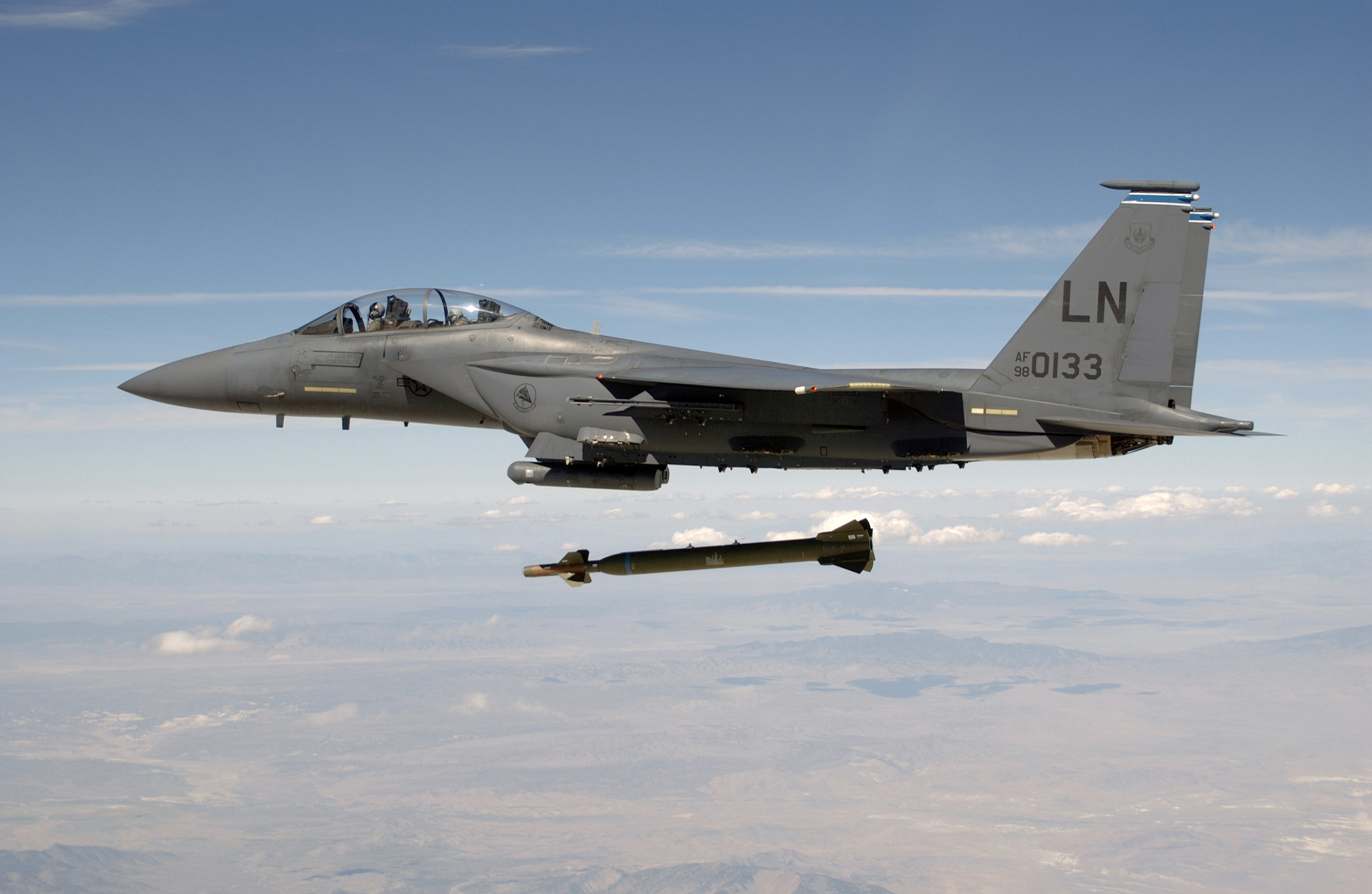
Um F-15E Strike Eagle USAF lançando uma bomba guiada de precisão GBU-28.

No jargão militar, um caça de ataque é uma aeronave de combate multifuncional projetada para operar como aeronave de ataque e caça de superioridade aérea. Como categoria, é distinta dos caças-bombardeiros. Está intimamente relacionada ao conceito de aeronave interditora, mas coloca mais ênfase nas capacidades de combate aéreo como uma aeronave de combate multifuncional. Exemplos de aeronaves de ataque americanas contemporâneas são: McDonnell Douglas F-15E Strike Eagle, Boeing F/A-18E/F Super Hornet e Lockheed Martin F-35 Lightning II.

## História

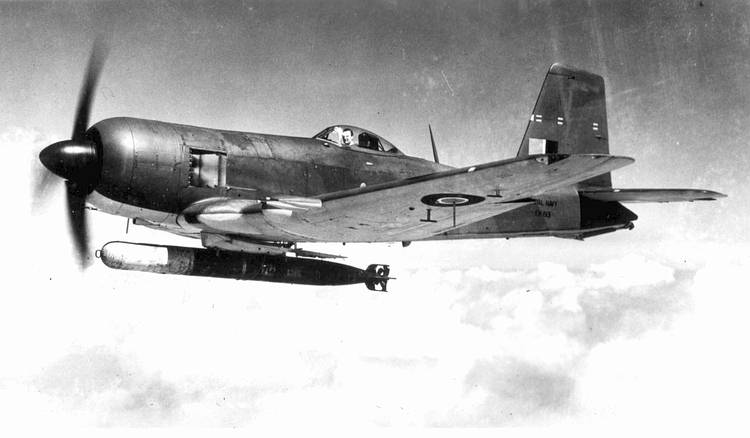
Firebrand TF Mk. IV

Começando na década de 1940, o termo "aeronave de ataque" foi ocasionalmente usado em marinhas para se referir a aeronaves caça capazes de realizar ataques ar-superfície, como o Westland Wyvern , Blackburn Firebrand e Blackburn Firecrest.
O termo "aeronave de ataque tático leve (LWTSF)" foi usado para descrever a aeronave para atender às especificações da OTAN de dezembro de 1953 NBMR-1. Entre os projetos apresentados à competição estavam o Aerfer Sagittario 2, Breguet Taon, Dassault Étendard VI, Fiat G.91 e SNCASE Baroudeur.
O termo entrou em uso normal na Marinha dos Estados Unidos no final da década de 1970, tornando-se a oficial descrição do novo McDonnell Douglas F/A-18 Hornet. Em 1983, a Marinha dos EUA até mesmo renomeou cada esquadrão de ataque de aeronaves existente para esquadrão de aeronaves de ataque para enfatizar a missão ar-superfície (já que a designação "Fighter Attack" foi confundida com a designação "Fighter", que voava em missões ar-ar puras).
Este nome rapidamente se espalhou para uso não marítimo. Quando o F-15E Strike Eagle entrou em serviço, ele foi originalmente chamado de "aeronave de dupla função",  mas, em vez disso, rapidamente se tornou conhecido como "aeronave de ataque".

### Joint Strike Fighter
Em 1995, o programa Joint Advanced Strike Technology das forças armadas dos EUA mudou seu nome para programa Joint Strike Fighter. Consequentemente, o projeto resultou no desenvolvimento da família F-35 Lightning II de caças multifuncionais de quinta geração para executar missões de ataque ao solo, reconhecimento e defesa aérea com capacidades furtivas.

## Caças de ataque modernos
- McDonnell Douglas F-15E Strike Eagle
- Boeing F/A-18E/F Super Hornet
- Lockheed Martin F-35 Lightning II
- Shenyang J-15S
- Shenyang J-16
- Sukhoi Su-30MKK
- Sukhoi Su-34